# Красиловка (Щербактинський район)
Краси́ловка (каз. Красиловка) — село у складі Щербактинського району Павлодарської області Казахстану. Входить до складу Сосновського сільського округу.
Населення — 395 осіб (2021; 551 у 2009, 785 у 1999, 869 у 1989).
Національний склад станом на 1989 рік:
- українці — 38 %
- німці — 34 %
- росіяни — 23 %